# Théophylacte Ier de Tusculum
Pour les articles homonymes, voir Théophylacte.
Théophylacte Ier de Tusculum (né avant 864 ; mort entre 920 et 927) était un aristocrate romain qui fut « sénateur » et exerça plusieurs charges importantes dont celle de « maître de la milice » et de consul de Rome. Il fut également vestiarius au Patriarcho, résidence pontificale attenante à la Basilique Saint-Jean de Latran.

## Histoire
Mentionné pour la première fois dans un document en 901, comme juge palatin de l'empereur Louis III, il apparaît au retour du pape Serge III - probablement un de ses cousins - au cours des années 903/904. Comme vestararius (ministre des finances) du pape et magister militum (commandant en chef des armées), il est depuis lors le chef de la noblesse urbaine de Rome avec une grande influence sur la politique du pape, avant tout grâce à sa femme Théodora Ire de Tusculum et de sa fille Marozie, à qui le témoignage (bien embarrassé) de Liutprand de Crémone attribue avec le pape Serge III une relation d'où serait né le futur pape Jean XI. Cette influence serait la première cause de l'établissement de la pornocratie pontificale. À partir de 905, Théophylacte porte aussi les titres de duc et de sénateur des Romains.
Selon Christian Settipani, il serait neveu paternel de Grégoire, nomenclator en 875, fils de Théophylacte, nomenclator en 829.

## Son œuvre
Après la mort du pape Serge III, il pousse le pape Jean X à s'allier avec ses voisins du Sud contre les Sarrazins qui menacent sans cesse la côte italienne. En août 915, une armée commandée par lui et son gendre Albéric Ire de Spolète bat les Arabes à Garigliano. Le mérite de Théophylacte est d'avoir stabilisé les relations en Italie centrale et aussi, comme le soulignent d'autres témoignages ses efforts et ceux de sa famille pour un renouveau religieux[réf. nécessaire]. Les Tusculani tirent leur origine de Théophylacte.

## Généalogie
Voir aussi Théophylactes
- Théophylacte Ier († v. 920/927)
- + Théodora dite l'Ancienne (v. 870-ap. 916)
  - Marozie Ire (?-?) († v. 932/937).
  - + Albéric Ier († 924), duc de Spolète
    - Albéric II († 954), duc de Spolète (?-?)
    - + Alda (fille d'Hugues d'Arles et de sa 2° épouse Alda)
      - Octavien, pape sous le nom de Jean XII de 955 à 964
      - Déodat (aussi nommé David ; donné par Wiki-it et Wiki-en comme un frère d'Albéric II, non un fils)
        - Benoît VII, pape de 974 à 983

  - + Serge III, pape de 904 à 911
    - Jean XI, pape de 931 à 936 (? ; en fait, son père serait plutôt Albéric Ier)

  - + Hugues d'Arles, roi d'Italie († 947) (cf. Bosonides)
  - + Guy de Toscane († 929) (cf. Carolingiens ; demi-frère utérin d'Hugues d'Arles)
  - Théodora II
  - + Jean (des Crescentii), consul puis évêque
    - Jean XIII, pape de 965 à 972
    - Théodora III
    - + Jean de Naples (duc Jean III de Naples ?)
    - Marozie II
    - + Théophylacte II (un fils d'Albéric Ier et Marozie Ire ? ; du moins un parent de Marozie)
      - Grégoire de Tusculum
        - Théophylacte, pape sous le nom de Benoît VIII de 1012 à 1024
        - Romain, pape sous le nom de Jean XIX de 1024 à 1033
        - Albéric III
          - Grégoire II
          - Théophylacte, pape sous le nom de Benoît IX
          - Guy
            - Benoît X, pape de 1058 à 1060
            - Berthe
              - Hildebrand, pape sous le nom de Grégoire VII de 1073 à 1085

    - Crescentius dit l'Ancien († 984)
      - Crescentius dit le Jeune († v. 1001/1013)
        - Jean II Crescentius († 1012)

    - Étiennette, Stefania
    - + Benoît Ier
      - Benoît II de Sabine
      - + Théodora

## Annexe

### Sources
- (de) Cet article est partiellement ou en totalité issu de l’article de Wikipédia en allemand intitulé « Theophylakt I. von Tusculum » (voir la liste des auteurs).